# Socialisme libéral
 (juillet 2024).
Ne doit pas être confondu avec Social-libéralisme.
Le terme de socialisme libéral recouvre un ensemble de courants de pensée mariant les idées socialistes et divers aspects du libéralisme.
Son usage recoupe un vaste ensemble de courants intellectuels britanniques, français et italiens de la fin du XIXe siècle et de l'ensemble du XXe siècle. De manière large, le socialisme libéral peut être défini comme une tendance multiforme, regroupant l'ensemble des pensées en rupture avec la domination idéologique du libéralisme économique classique, son antisocialisme doctrinal et son incapacité supposée à gérer la question sociale, comme avec les tendances supposés autoritaires du socialisme, et qui chercherait à réconcilier ce dernier avec la philosophie libérale. Politiquement, il est assimilable à « une gauche réformiste à la fois radicale et éloignée du communisme - qu'il a réfuté en dénonçant les impasses du totalitarisme - et de tout rejet principiel du marché » et peut être en partie résumé, dans son sens historique, comme une « volonté de revenir aux sources prémarxistes du socialisme ».
L'expression est également souvent utilisée pour désigner le social-libéralisme. Si le social-libéralisme, au XXe siècle, se développe principalement dans le monde anglo-saxon, le reste du courant socialiste libéral est surtout présent en Italie, où il reste cependant toujours nettement minoritaire. Aujourd'hui, le terme de socialisme libéral est essentiellement employé pour désigner la conversion au libéralisme économique du socialisme démocratique, soit de l'ensemble des partis socialistes et sociaux-démocrates. Le philosophe Serge Audier établit une nette distinction entre l'usage contemporain qui, dans son acception majoritaire, désigne le centre gauche du début du XXIe siècle, et l'usage le plus ancien, qui recouvre une « tradition oubliée » du socialisme.

## Usages historiques du terme socialisme libéral

### Contexte
Le socialisme, courant d'idées apparu dans les premières décennies du XIXe siècle, naît en grande partie en réaction à la révolution industrielle et aux bouleversements sociaux et économiques apportées par celle-ci. Visant le sort des travailleurs, le socialisme s'oppose au concept de laissez-faire porté par le libéralisme économique classique et peut se définir au contraire comme étant sur le plan économique, selon les termes d'Émile Durkheim, « essentiellement une tendance à organiser » ou, selon ceux d'Élie Halévy, le fait de « remplacer la libre initiative des individus par l'action concertée de la collectivité dans la production et la répartition des richesses ». Ainsi défini, le socialisme apparaît comme une école philosophique opposée à celle du libéralisme, ce qui se ressent tout particulièrement dans l'école marxiste qui acquiert progressivement une place prépondérante au sein du socialisme européen ; pareillement, la critique du socialisme devient d'emblée une « tendance lourde » chez les économistes libéraux classiques. Diverses écoles de pensée se développent cependant, qui tentent soit d'apporter à la philosophie libérale des éléments issus du socialisme, soit de concevoir des socialismes qui tiendraient compte des apports du libéralisme,.

### Au Royaume-Uni
L'un des courants de pensée utilisant le concept de socialisme libéral est celui du social-libéralisme, inspiré des travaux du philosophe et économiste britannique John Stuart Mill. Cette école est la première à associer le principe libéral de la liberté individuelle avec la recherche des conditions sociales et politiques nécessaires à sa réalisation concrète. Dans la première moitié du XIXe siècle, Mill se détache des dogmes du libéralisme économique et fait la rencontre des différentes écoles socialistes : sa pensée évolue vers la conception d'un nouvel état social qui unirait la plus grande liberté d'action individuelle avec une « propriété commune des matières premières du globe » et à « une participation égale de tous aux profits de l'association du travail ». En tant que théoricien politique, Mill, résolument démocrate, penche pour un essor des libertés locales et pour l'égalité parfaite entre hommes et femmes ; en tant qu'économiste et réformateur social, il appuie l'aspiration du mouvement ouvrier à l'autonomie. Il juge avec prudence l'idée socialiste d'abolition de la propriété privée et préfère un socialisme non révolutionnaire qui respecterait l'intérêt individuel et la coopération spontanée.
Les idées de Mill influencent par la suite le courant du « nouveau libéralisme » (New liberalism). Leonard Trelawny Hobhouse - marqué par la lecture de John Stuart Mill, mais également par celles de Giuseppe Mazzini et de Thomas Hill Green - développe dans ses travaux une vision organique de l'économie où le champ de l'intervention étatique est plus large que ne l'imaginaient les libéraux classiques ou même Mill, et où le rôle de l'État, est de « contraindre » pour empêcher les relations de domination au sein de la société. L'État, dans la vision de Hobhouse, ne doit pas pour autant nier l'initiative individuelle, et doit au contraire garantir les conditions pour que l'individu construise sa vie et devienne citoyen. Pour Hobhouse, la défense des « droits économiques de l'individu » justifie une « organisation socialiste de l'industrie » ; il donne néanmoins plusieurs sens au mot socialisme, et distingue le « socialisme libéral » (Liberal socialism) du socialisme « illibéral ». Le second, hostile à l'initiative et à la propriété privée, a deux formes : un « socialisme mécanique » fondé sur une vision déterministe de l'économie, et un « socialisme officiel » qui confie tout le pouvoir à un État central. Le socialisme libéral théorisé par Hobhouse ne saurait, au contraire, qu'être démocratique, et respecterait les initiatives venues d'en bas tout en défendant le développement personnel de chacun. Un « droit à la propriété » serait garanti pour tous, traduit par un droit minimum aux ressources publiques. Le socialisme libéral contenu dans les idées du social-libéralisme britannique n'anticipe que partiellement le développement en Europe continentale d'écoles de pensée socialistes libérales, mais il exerce quelque influence sur des intellectuels français ou italiens. 
Le social-libéralisme, ou « nouveau libéralisme », se distingue en outre des autres courants socialistes libéraux en ce qu'il constitue le seul grand courant de pensée libéral à s'être ouvert au socialisme, tandis qu'à l'inverse la majorité des théoriciens socialistes libéraux se définissent d'abord et avant tout comme « socialistes », ou « républicains », mais rarement en premier lieu comme « libéraux ».

### Écoles de pensées
Hors le cas du social-libéralisme britannique, différents courants alliant socialisme et libéralisme apparaissent en Europe au cours du XIXe siècle et de la première moitié du XXe siècle, s'exprimant soit dans de véritables écoles de pensée, soit dans les travaux individuels de divers théoriciens. Si ces courants n'ont jamais été majoritaires au sein des gauches européennes - Socialisme libéral de Carlo Rosselli, ouvrage majeur de l'école de pensée socialiste libérale en Italie, reste ainsi largement méconnu - Serge Audier crédite le socialisme libéral, dans son ensemble, de divers apports à la pensée démocratique : celui d'avoir entretenu une philosophie des droits de l'homme différent à la fois de la vision libérale classique et de l'analyse marxiste ; en défendant une conception de la démocratie fondée sur l'éthique du dialogue et la participation des citoyens ; en se faisant l'avocat d'un contrôle et d'un renouvellement des élites. 

#### En France
En France, la notion de « socialisme libéral » est portée dès avant la première moitié du XIXe siècle, par des républicains, qui constatent à la fois l'impasse des théories socialistes « autoritaires », jugées liberticides, et d'un libéralisme jugé impuissant devant la question sociale. Opposé au libéralisme classique, le socialisme libéral apparaît comme une doctrine républicaine, ou socialiste républicaine. Le sens exact de l'expression socialisme libéral varie cependant selon les auteurs et elle peut être employée dans des contextes divers : Pierre Leroux, qui tente lui-même dans ses travaux de concilier l'idée de socialisme avec celle de liberté, qualifie ainsi Proudhon de « libéral déguisé ».
François Huet, philosophe dont la pensée est à la fois liée au christianisme social et au socialisme utopique, tente de réconcilier les doctrines socialiste et chrétienne en revenant aux idéaux du christianisme originel : dans son principal ouvrage, Le Règne social du christianisme, paru en 1852, il théorise une société fondée sur la jonction des valeurs solidaires, mais faisant une large place à l'épanouissement des initiatives individuelles. Pour Huet, l'alliance entre socialisme et libéralisme est indispensable, afin de parvenir à un « vrai » socialisme, qui concilie « la communauté et la propriété, la solidarité et la liberté » ; il préconise une profonde réforme de l'héritage qui réduirait les inégalités de patrimoine en permettant à chacun de bénéficier d'une véritable égalité des chances afin de pouvoir s'installer dans la vie et mener ses projets. Professeur de philosophie à l'université de Gand de 1835 à 1850, François Huet joue un rôle dans la diffusion des idées socialistes en Belgique.

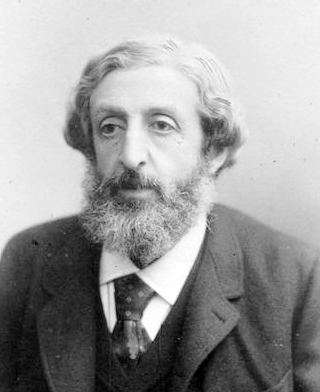
Alfred Naquet.

Le député radical Alfred Naquet publie en 1890 l'ouvrage Socialisme collectiviste et socialisme libéral, dans lequel, en réponse au courant animé par Jules Guesde, il théorise un socialisme alternatif au « socialisme collectiviste » de Marx, qu'il estime liberticide. Naquet, qui se définit comme « profondément socialiste », juge cependant que l'abolition de la concurrence, loin d'apporter une prospérité équitable, donnerait tout pouvoir à l'autorité centrale, ce qui reviendrait à remplacer les travailleurs par « un seul capitaliste : l'État ». Naquet juge qu'un équilibre doit être trouvé entre l'individualisme et le collectivisme, aucune des deux solutions ne pouvant, dans son extrême, constituer une solution acceptable : s'il juge nécessaire une forte présence du service public, il considère que l'État doit avant tout intervenir pour réguler l'économie, ce qui doit avoir pour but de favoriser l'initiative individuelle en supprimant les injustices, les situations de monopole, et les divers obstacles. Il ne préconise pas d'abattre le capitalisme, mais de réunir « dans la même personne » le capitaliste et l'ouvrier en faisant de ce dernier un actionnaire, la société par actions permettant de diviser le capital et les profits. Le socialisme libéral envisagé par Naquet vise donc à empêcher l'accumulation des capitaux pour en favoriser la diffusion, promouvoir l'actionnariat populaire, limiter le temps de travail et intervenir dans la distribution des richesses par l'impôt progressif.
D'autres intellectuels français émettent des théories alliant socialisme et libéralisme, et centrées sur l'idée de solidarité sociale : c'est le cas de Charles Renouvier, qui préconise un socialisme où les citoyens s'uniraient en associations limitées mettant en commun leur épargne et leurs facultés de travail, le but étant de parvenir à une « société de paix », qui éviterait l'impasse autoritaire du « socialisme communiste » qui abolit la liberté en postulant la vertu des gouvernants. Camille Sabatier, député d'Oran, anime un éphémère mouvement « socialiste libéral », dit également « morcellisme », qui naît en 1895 avec la Ligue de la petite propriété. Sabatier exprime ses thèses dans l'ouvrage Le Socialisme libéral ou morcellisme (1905) : le courant « morcelliste » se veut nettement anticapitaliste et partage les thèses marxistes sur la socialisation des moyens de production, ainsi qu'une large intervention de l'État ; il prône cependant la défense de la propriété privée, présentée comme une garantie de la liberté, et revendique la paternité du « solidarisme » français. Le « libéralisme » morcelliste s'exprime surtout sous la forme d'un « associationnisme », les citoyens pouvant s'unir au sein d'associations pour mener leurs initiatives personnelles.
L'après-guerre et la seconde moitié du XXe siècle marquent, en France, un certain essoufflement du courant socialiste libéral, faute d'un renouvellement théorique : sur le plan conceptuel, l'idée de socialisme libéral tend à se brouiller et se réduit souvent, malgré des tentatives comme celle d'André Philip de formuler un socialisme d'inspiration au moins partiellement libérale, à une simple option anti-marxiste. Albert Camus établit ainsi en 1944 dans Combat la distinction entre un « socialisme marxiste de forme traditionnelle » et un « socialisme libéral, mal formulé quoique généreux ». Des tentatives d'innovation théorique ont cependant lieu en France, comme celle de l'économiste Bernard Lavergne, disciple de Charles Gide et théoricien du mouvement coopératif en France : le « véritable socialisme libéral » serait pour lui un « socialisme coopératif » fondée sur une économie sociale se manifestant par l'action de coopératives de consommateurs tournées vers l'intérêt du public. Lavergne est cependant favorable à la concurrence et à la loi de l'offre et de la demande, qui permettent de produire le plus efficacement possible le maximum de richesses pour le consommateur. Quant à la lutte des classes, elle serait rejetée au profit de l'aide mutuelle.

#### En Allemagne
En 1910, le sociologue Franz Oppenheimer publie l'ouvrage L'Économie pure et l'Économie politique (Theorie des reinen und politischen Oekonomie) dans lequel il théorise un socialisme libéral différent de celui des républicains français. Pour lui, le socialisme libéral repose sur la réfutation de la loi de l'accumulation primitive du capital qui, chez Marx, explique la genèse des inégalités comme reposant sur des relations purement économiques. Aux yeux d'Oppenheimer, ces inégalités viennent au contraire d'un facteur politique, soit l'institution de l'État comme instrument de la domination d'un groupe : il faut donc, à ses yeux, détruire la « grande propriété », pour parvenir à un « libéralisme authentique » qui serait débarrassé de l'obstacle de la grande propriété. Refusant le socialisme collectiviste, Oppenheimer imagine au contraire un « socialisme réalisé par le libéralisme » : la concurrence serait le meilleur moyen de réaliser le socialisme dès lors qu'elle ne serait plus faussée par les monopoles. Favorable à la libre concurrence, il réclame à ce titre l'abolition de la propriété qui lui parait être le principal obstacle à la concurrence destinée à être profitable à tous les travailleurs. Charles Gide préface la traduction française de l'ouvrage, parue en 1914, et soutient en France cette conception « socialiste-libérale ».

#### En Italie
Les écoles de pensées socialistes libérales italiennes sont nombreuses : c'est d'ailleurs en Italie que le socialisme libéral s'impose le plus, tout en restant minoritaire. Les sources du socialisme italien remontent au mazzinisme et à l'époque du Risorgimento, les disciples de Giuseppe Mazzini alimentant considérablement le courant républicain et socialiste dans la seconde moitié du XIXe siècle. Dans les années 1890, Francesco Merlino entreprend, sans méconnaître les apports du marxisme, de réfuter les théories de Marx dont il conteste le matérialisme réducteur, le déterminisme historique et la conception dogmatique de la lutte des classes. Merlino juge que l'abolition du marché ne pourra qu'aboutir à une catastrophe, et au règne de la bureaucratie, qui serait « cent fois pire que la tyrannie capitaliste ». Il insiste au contraire sur le rôle potentiellement bénéfique du marché et préconise, un système où la gestion privée des entreprises coexisterait avec l'action des coopératives et la gestion communale ou étatique de certaines ressources et industries. Ce « socialisme de marché anticapitaliste » aurait pour but de garantir à tous l'usage des instruments de travail, tout en donnant une large place à l'initiative des individus et des associations. En 1901, le biologiste et théoricien politique Eugenio Rignano publie l'ouvrage Un socialisme en harmonie avec la doctrine économique libérale. Rignano souhaite concilier les avantages d'un régime économique libéral (libre initiative privée, concurrence) avec les objectifs de justice du socialisme : il préconise cependant une correction des inégalités par un « socialisme juridique » qui permettrait avec le temps une collectivisation croissante, mais en évitant la violence révolutionnaire dont pâtiraient d'abord les ouvriers. Moins hostile au marxisme en tant que tel qu'au communisme, Rignano privilégie par la suite, au moment de la montée du fascisme, la lutte contre le bolchevisme, tout en appelant de ses vœux une restauration, par le régime fasciste, de la démocratie et de l'État de droit. Il se met ainsi à l'écart du milieu de l'antifascisme italien, au sein duquel se développe tout particulièrement, dans les années suivantes, la pensée socialiste libérale. Piero Gobetti laisse une œuvre singulière, qui lui vaut d'être parfois classé comme un « libéral-communiste ». Tout en partageant les critiques des économistes libéraux sur le marxisme, il adhère aux concepts de matérialisme historique et de lutte des classes : pour lui, le libéralisme est en réalité l'aspiration à l'autonomie animant les mouvements d'émancipation à la « base », et est donc un moteur de la lutte des classes.

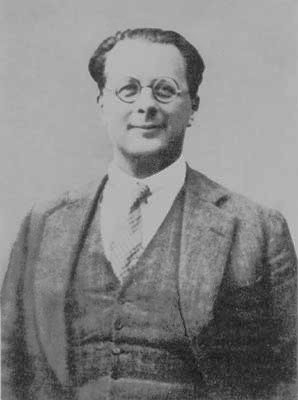
Carlo Rosselli

Après l'arrivée au pouvoir de Mussolini et l'instauration de la dictature fasciste en Italie, le socialisme libéral se constitue en tendance minoritaire du socialisme italien, qui continue d'exister en exil ou dans la clandestinité. Carlo Rosselli écrit en 1930 le livre Socialisme libéral, qui fait ensuite figure de texte théorique du mouvement antifasciste Giustizia e Libertà (Justice et Liberté), fondé à Paris par des exilés politiques italiens. Pour lui, le socialisme et le libéralisme sont en train de converger pour le meilleur, joignant l'amour de la liberté et l'aspiration à l'égalité selon la justice : « le socialisme doit tendre à devenir libéral et le libéralisme à se nourrir des luttes prolétariennes ». Tout en reconnaissant l'apport historique de Marx, Rosselli plaide pour un dépassement du marxisme, auquel le socialisme ne doit plus s'identifier du fait de ses limites théoriques et pratiques. Dans les écrits de Rosselli, le libéralisme n'a guère à voir avec le pur libéralisme économique (que les Italiens désignent par le mot liberismo, traduit en français par « libérisme ») et s'identifie au contraire à une « philosophie de la liberté » : il implique une autonomie économique qui suppose de s'émanciper de l'exploitation capitaliste et de donner aux travailleurs les moyens de profiter concrètement des principes de liberté. Rosselli rejette les idées de collectivisme et de centralisme étatique au profit d'une gestion des entreprises, non par l'État, mais par des organismes autonomes dirigés par des techniciens, des représentants des salariés et des consommateurs, l'horizon devant être celui de la démocratisation de l'entreprise. Le projet politique de Rosselli présuppose également un fédéralisme européen comme remède au danger posé par le fascisme et le nazisme. 
Aux côtés du courant socialiste libéral lancé par Rosselli apparaît, dans l'Italie mussolinienne, l'école de pensée dite du libéralsocialisme, animée par des intellectuels comme Guido Calogero, Aldo Capitini ou Tommaso Fiore. Les thèses du libéralsocialisme - les deux mots étant systématiquement accolés sans tiret pour montrer leur caractère indissociable - sont fixées en 1940 et 1941 par la publication de deux manifestes : Calogero et les autres animateurs du courant plaident pour un socialiste qui assurerait, outre les libertés politico-juridiques, les conditions économiques pour pouvoir jouir de celles-ci. Le libéralsocialisme s'exprime dans un projet de société fondé sur la démocratie et l'économie mixte, où l'État assurerait un rôle de régulateur, en laissant une large part de contrôle à la société civile : les consommateurs et les ouvriers seraient fortement associés à la gestion des entreprises, et une redistribution massive des richesses serait opérée par l'impôt. Les deux courants, socialiste libéral et libéralsocialiste, convergent durant la guerre au sein du Parti d'action, recréé en 1942, et auquel adhèrent des personnalités destinées à jouer des rôles de premier plan, comme le philosophe Norberto Bobbio ou le futur Président de la République italienne Carlo Azeglio Ciampi. L'immédiat après-guerre est cependant fatal au Parti d'action, qui ne survit pas à son échec électoral et disparaît dès 1947. Par la suite, malgré la forte influence du marxisme sur la gauche italienne - dont le Parti socialiste italien, alors allié au Parti communiste - un courant apparenté au socialisme libéral continue d'exister en Italie. On le retrouve notamment dans l'œuvre de Norberto Bobbio qui, issu du courant libéralsocialiste - dont il déplore a posteriori l'intellectualisme coupé des masses - réfléchit sur les rapports entre socialisme, libéralisme et démocratie, préconisant l'alliance de ces trois systèmes de valeur. S'il ne se veut pas antimarxiste, Bobbio estime qu'un projet socialiste ne peut se passer de la démocratie représentative et de l'État de droit : il juge que le concept de dictature du prolétariat a servi d'alibi à un régime d'oppression sur le prolétariat pire que le capitalisme, Marx ayant commis l'erreur de ne pas voir que les institutions de la démocratie « bourgeoise » pouvaient être utilisés par les ouvriers pour leur émancipation. Néanmoins, tout en prônant la convergence entre les principes d'égalité et de liberté, Bobbio se situe résolument à gauche, se montre très critique envers le libéralisme économique classique, et juge l'idéal du socialisme supérieur à celui du libéralisme en vertu du principe démocratique, car « tandis que l'on ne peut définir l'égalité à partir de la liberté, il y a au moins un cas où l'on peut définir la liberté à partir de l'égalité », soit « cette condition dans laquelle tous les membres d'une société se considèrent libres parce qu'ils ont un pouvoir égal ».

#### Au Japon
Le socialisme libéral d'expression française semble avoir connu une introduction précoce au Japon par l'intermédiaire du démocrate Chōmin Nakae (1847-1901), qui fit traduire non seulement Renouvier et Naquet mais aussi de nombreux auteurs qui défendirent des conceptions proches du socialisme libéral sous la bannière de l'associationisme (Acollas, Fouillée etc.). Néanmoins les héritiers de Chômin, notamment Shūsui Kōtoku se tournèrent plutôt vers le socialisme et l'anarchisme, qu'ils furent les premiers à développer dans leur pays.

## Usage contemporain
Le concept de socialisme libéral, associé à celui de social-libéralisme, fait sa réapparition dans les dernières décennies du XXe siècle, mais en adoptant dans les discours politiques un sens différent que celui que lui prêtent les écoles de pensées précédentes. En France notamment, la notion est associée à celle de « deuxième gauche » mise en avant en 1977 par Michel Rocard lors du congrès de Nantes du Parti socialiste : Rocard et ses soutiens entendent valoriser une culture de gauche « décentralisatrice » face à celle, jusque-là dominante, marquée par l'étatisme et le marxisme. Cet usage de l'expression tend à devenir dominant, bien qu'ignorant la complexité des diverses réalités politiques désignées par le terme de « socialisme libéral » ; par extension et tout particulièrement, il désigne la conversion - généralisée durant les années 1990 - de l'ensemble des partis socialistes et sociaux-démocrates européens au libéralisme économique. Le terme de « socialisme libéral » a pu désigner des politiques menées avant même la grande période des conversions au libéralisme, à l'image de celle de Bettino Craxi, secrétaire du Parti socialiste italien à partir de 1976 puis Président du conseil des ministres de 1983 à 1987 : le dirigeant socialiste italien adopte une ligne pragmatique mais sans cohérence doctrinale particulière, se faisant l'avocat du libéralisme économique au nord de l'Italie et de l'interventionnisme au sud. 

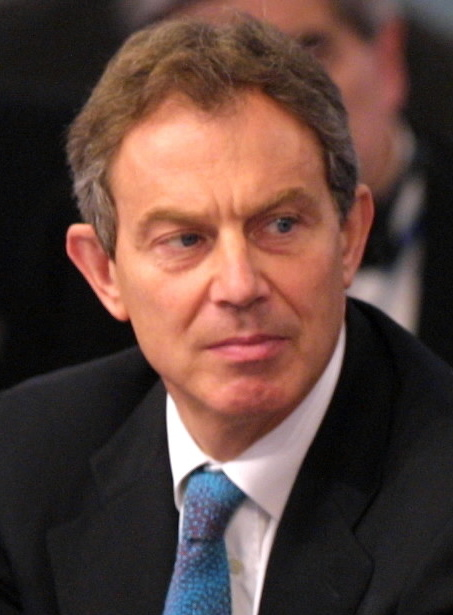
Tony Blair.

L'évolution vers le centre-gauche des partis socialistes européens, déjà sensible, mais de manière inégale selon les pays, durant toute la période de la Guerre froide, s'accélère avec le déclin du communisme, puis la chute des régimes communistes. Dès 1989, l'Internationale socialiste adopte une nouvelle déclaration de principe qui ne mentionne plus l'abolition du capitalisme comme but suprême du socialisme. La mutation la plus spectaculaire est cependant celle du Parti travailliste britannique. Le courant dit du « blairisme », du nom de Tony Blair, naît d'un long processus de mutation idéologique de la gauche britannique, renvoyée dans l'opposition sa défaite électorale de 1979 face à Margaret Thatcher. Blair, leader du Labour à partir de 1994 et Premier ministre du Royaume-Uni de 1997 à 2007, s'appuie dans sa réflexion sur les travaux d'un ensemble d'intellectuels et de think tanks et ambitionne de rénover la pensée progressiste occidentale en unifiant ses deux principaux courants, le socialisme démocratique et le libéralisme. Le New Labour de Tony Blair s'inspire des thèses d'Anthony Giddens qui plaide le choix d'une « troisième voie » pour transcender à la fois la social-démocratie classique et le « néo-libéralisme » : les thèses de Giddens sont cependant éloignées de celles des précédentes écoles socialistes libérales et préconisent une diminution du rôle de l'État, une baisse de la redistribution par l'impôt et la fin de la « culture de la dépendance » avec une obligation des citoyens à se prendre en charge, soit un passage du Welfare State (État-providence) au Workers' State, qui impose une adaptation au marché flexibilisé de l'emploi. L'égalitarisme cède la place dans le discours travailliste à l'égalité des chances, le blairisme faisant au marché une confiance qui va jusqu'à lui confier la gestion de certains services publics. Enfin, à rebours de toute la tradition de la gauche, il considère la dépense sociale comme une forme d'« investissement » à finalité économique,.
Si le recentrage des partis socialistes démocratiques connaît sa forme la plus achevée au Royaume-Uni, les conversions au libéralisme, plus ou moins prononcées selon les pays, sont générales au cours des années 1980 et surtout 1990, le phénomène se situant à l'échelle mondiale. Certains partis résistent plus longtemps que d'autres au courant « révisionniste », à l'image du Parti social-démocrate d'Autriche, marqué par la tradition de l'austromarxisme, mais dont l'évolution vers le marché est finalement déterminée par le défi européen. Le Parti social-démocrate d'Allemagne, dont la tradition de révisionnisme est ancienne accélère son recentrage dans les années 1990, s'orientant sous la direction de Gerhard Schröder, chef du parti à partir de 1995 et chancelier fédéral de 1998 à 2005, vers des positions dites de « nouveau centre ». En Italie, la mutation est particulièrement frappante en ce que le terrain au centre gauche, après la chute du Parti socialiste italien dans le cadre d'affaires de corruption, est occupé au début des années 1990 par le Parti démocrate de la gauche (PDS) : héritier de l'ancien Parti communiste italien autodissous et membre de l'Internationale socialiste, le PDS agrège un vaste éventail de sensibilités allant de la gauche traditionnelle à la droite libérale, les anciens communistes évoluant parfois loin vers la droite. Ces conversions au libéralisme des partis socialistes et sociaux-démocrates ne s'accompagnent cependant pas forcément d'une réflexion de fond sur les fondamentaux idéologiques des partis, comparable à celle menée par Blair au Royaume-Uni, et sont plus ou moins ouvertes et assumées selon les pays. Ainsi, en France, le gouvernement de Lionel Jospin, entre 1997 et 2002, mène d'importants programmes de privatisations, mais le Parti socialiste français n'en tient pas moins en défiance la ligne « sociale-libérale » de Blair. Le blairisme, qui ne fait pas l'objet en France d'analyses très poussées, est même utilisé comme « repoussoir idéologique » par une partie du PS pourtant converti à l'économie de marché. En 1999, Tony Blair et Gerhard Schröder publient ainsi un manifeste commun, fortement empreint d'idées libérales et plaidant pour « une Europe flexible et compétitive » tandis que Lionel Jospin se positionne à l'encontre de cette « troisième voie » trop ouvertement libérale, : le Premier ministre français juge pour sa part que la conversion à l'économie de marché, système économique le plus efficace, ne doit pas équivaloir à l'acceptation d'une « société de marché » car le marché en lui-même ne produit pas de valeurs ni de sens. Aux yeux de Lionel Jospin, les socialistes doivent se définir avant tout comme tels et pas comme des « libéraux de gauche » et la social-démocratie - terme qu'il emploie pour désigner le « socialisme moderne » dans son ensemble - doit être conçue comme « une façon de réguler la société et de mettre l'économie de marché au service des hommes ». Toujours en France, Dominique Strauss-Kahn, considéré en son temps comme l'un des principaux « modernistes » du PS, s'est fait l'avocat d'une voie médiane entre les défenseurs du socialisme redistributif traditionnel et les libéraux-socialistes, et a cherché dans les années 2000 à définir un « socialisme de la production » destiné à remplacer le socialisme de la redistribution qu'il juge « à bout de souffle ». 
Les interrogations sur les rapports entre le libéralisme et socialisme continuent en France dans les années suivantes : après la défaite de Lionel Jospin à l'élection présidentielle de 2002, des intellectuels comme Monique Canto-Sperber tentent de remettre à l'honneur les idées du socialisme libéral traditionnel ; en 2005, au congrès du Parti socialiste, un groupe de signataires, parmi lesquels le sénateur Jean-Marie Bockel, publie une contribution intitulée Pour un socialisme libéral, qui appelle à une refondation idéologique du parti à l'aune des réalités européennes et de la mondialisation économique. Si elle peut être jugée incomplète par une partie des appareils des partis ou par certains militants, la conversion des partis socialistes au libéralisme économique est l'occasion de tensions à gauche, alimentant les critiques de la gauche antilibérale dont le spectre va de la gauche du socialisme démocratique jusqu'à l'extrême gauche. L'évolution libérale des partis peut aller jusqu'à provoquer des dissidences : c'est le cas en Allemagne, de Die Linke - scission du SPD - dirigé par Oskar Lafontaine, ou en France du Parti de gauche - scission du PS - dirigé par Jean-Luc Mélenchon, ce dernier dénonçant les dirigeants du PS comme des tenants d'un « socialisme libéral dépassé ».
Au XXIe siècle, l'expression socialisme libéral demeure donc employée pour désigner une réalité politique éloignée de son sens d'origine, soit celle d'une forme de « libéralisme social » ayant abandonné son but de redistribution des richesses et consenti pour l'essentiel aux vertus du capitalisme. Serge Audier, qui juge impropre cet usage dominant, insiste pour sa part sur l'importance des idées du socialisme libéral au sens historique du terme, dont il voit des éléments dans les travaux d'intellectuels comme l'économiste Amartya Sen, et dont il considère qu'elles peuvent continuer d'alimenter les travaux qui visent à concilier justice sociale et efficacité économique ; pour le philosophe, un « socialisme libéral à venir », qui repenserait ses projets à l'aune de la mondialisation de l'économie et des enjeux écologiques, peut continuer de jouer un rôle sur le terrain des idées.